# Le Postillon de Lonjumeau
Le Postillon de Lonjumeau est un opéra-comique en trois actes d'Adolphe Adam sur un livret d'Adolphe de Leuven et Léon-Lévy Brunswick.

## Historique
Le Postillon de Lonjumeau fut créé le jeudi 13 octobre 1836 à la Salle de la Bourse où la troupe de l'opéra-comique était alors provisoirement établie, avec Zoë Prévost dans le rôle de Madeleine et Jean-Baptiste Chollet dans le rôle de Chapelou. « J'avais choisi ce jour et cette date [un 13], rapporte Adolphe Adam dans ses Souvenirs, persuadé que cela me porterait bonheur. Le succès dépassa mon attente. Ce fut un véritable triomphe. »
L'ouvrage rencontra un succès durable mais, curieusement, alors qu'il cessa à peu près complètement d'être joué en France — il ne fut jamais programmé dans la 3e salle Favart au XXe siècle — il poursuivit sa carrière hors de France, notamment en Allemagne (et en allemand). En 1936, Le Postillon de Lonjumeau fut ainsi adapté au cinéma par l'acteur et réalisateur Carl Lamac, cependant que le célèbre ténor Joseph Schmidt prêtait sa voix au rôle du postillon.
Le rôle de Chapelou impose au ténor qui le tient d'être capable d'aller jusqu'au contre-ré : c'est en effet sa capacité à produire cette note suraiguë qui, dans le livret, décide de la carrière du postillon.

## Personnages
- Chapelou / Saint-Phar (ténor)
- le marquis de Corcy (baryton)
- Biju / Alcindor (basse)
- Madeleine / Madame de Latour (soprano)
- Bourdon, choriste (basse)
- Rose, femme de chambre de Madame de Latour (rôle parlé)

## Argument

### Acte I
Le postillon de Lonjumeau, Chapelou, vient d'épouser l'aubergiste Madeleine. Mais tous deux ont consulté l'un une voyante et l'autre un devin qui leur ont prédit des jours difficiles. Sur les instances de ses amis, Chapelou chante la célèbre Ronde du postillon (Ah mes amis, qu'il était beau, le postillon de Lonjumeau !), morceau spectaculaire qui lui donne l'occasion de monter jusqu'au contre-ré. Le marquis de Corcy, premier gentilhomme de la chambre du Roi, qui se trouve à l'auberge pendant qu'on répare sa voiture, l'entend et, impressionné par la voix du jeune homme, le convainc de le suivre à la Cour. Chapelou le suit après quelques hésitations en chargeant son ami, le maréchal-ferrant Biju, de prévenir Madeleine qui entre en fureur en apprenant la nouvelle de son départ.

### Acte II
Dix ans plus tard, Madeleine a fait un riche héritage et se fait appeler Madame de Latour tandis que Chapelou, sous le nom de Saint-Phar, est devenu une vedette de l'opéra. Le marquis de Corcy, amoureux de Madeleine, donne une soirée en son honneur à laquelle doivent participer Saint-Phar et Biju, ce dernier étant devenu choriste sous le nom d'Alcindor.
Chapelou, qui n'a pas reconnu Madeleine (tandis que celle-ci l'a parfaitement reconnu), tombe immédiatement amoureux d'elle et lui propose de l'épouser, ce qu'elle accepte. Mais, sachant qu'il est déjà marié, Chapelou demande à Biju de jouer le rôle du prêtre pour ne pas commettre un sacrilège. Corcy surprend leur conversation et, après avoir neutralisé Biju, convoque un véritable ecclésiastique, lequel célèbre le mariage.

### Acte III
Le prologue de l'acte III est connu pour son solo de clarinette, pièce d'une particulière virtuosité.
Le marquis de Corcy s'apprête à dénoncer Saint-Phar pour bigamie. Madeleine apparaît alors revêtue de son vieux costume de paysanne et Chapelou, stupéfait, la reconnaît mais elle laisse tomber le flambeau qu'elle porte et, à la faveur de l'obscurité, joue à la fois le rôle de l'aubergiste et celui de la riche héritière comme s'il s'agissait de deux personnages différents.
Le marquis revient avec la force publique. Madeleine dévoile alors sa supercherie et Chapelou réalise qu'il a épousé deux fois la même femme. Ils promettent de s'aimer en « bons villageois » et tout le monde convient « qu'il était beau, le postillon de Lonjumeau », ce qui donne à Saint-Phar une dernière occasion de faire entendre le célèbre contre-ré.

## Productions récentes
- 1er juillet 1998, Berlin, Staatsoper Unter den Linden : mise en scène : Alexander Schulin ; décors : Cornelia Brunn ; costumes : Joachim Herzog ; éclairages : Franz Peter David ; Choeur et Orchestre de la Staatskapelle de Berlin, direction : Sebastian Weigle ; avec : Gert Henning-Jensen (Chapelou), Simone Nold (Madeleine), Hanno-Müller Brachmann (Biju), Klaus Häger (Corcy), Bernd Zettisch (Bourdon).
- 30 mars 2004, Dijon, Grand Théâtre : mise en scène : Patrick Abéjean ; décors : Claude Stéphan ; costumes, éclairages : Patrice Gouron ; chef de chant : Maurizio Prosperi ; chef de chœur : Bruce Grant ; coproduction : Opéra Paris-Sud et Le Duo / Dijon ; Chœurs et orchestre du Duo/Dijon, direction musicale : Philippe Cambreling ; avec : Bruno Comparetti (Chappelou / Saint-Phar), Isabelle Poulenard (Madeleine / Madame de Latour), Laurent Alvaro (le marquis de Corcy), Jean Vendassi  (Biju / Alcindor), Michèle Dumont (Rose), Matthieu Grenier (Bourdon).
- Les 28, 29 et 30 juin 2013, Rimouski (Québec), Opéra-Théâtre de Rimouski : mise en scène : Pierre Granger ; décors et costumes : Claude-Robin Pelletier ; chorégraphie : Esther Carré ; direction musicale : Bruce Grant ; chef de chœur : Josée Fortin ; avec : Xavier Vivier Julien (Chapelou Saint-Phar) ; Valérie Bélanger (Madeleine / Madame de Latour) ; Nicolas Hébert (Biju/Alcindor) ; Michiel Schrey (le marquis de Corcy) ; Robert Huard (Bourdon) ; Sonia Salvia (Rose).
- Du 30 mars au 9 avril 2019, Paris, Opéra Comique : direction musicale : Sébastien Rouland ; mise en scène : Michel Fau ; décors : Emmanuel Charles ; costumes : Christian Lacroix ; Lumières : Joël Fabing. Avec : Chapelou / Saint-Phar : Michael Spyres, Madeleine / Madame de Latour : Florie Valiquette, Le marquis de Corcy : Franck Leguérinel, Biju / Alcindor : Laurent Kubla, Rose : Michel Fau - Louis XV : Yannis Ezziadi, Bourdon : Julien Clément.

## Discographie
- Enregistrement des 17-25 septembre 1985, Salle Garnier, Monte-Carlo : Orchestre philharmonique de Monte-Carlo, direction : Thomas Fulton ; Ensemble choral Jean Laforge, chef de chant : Janine Reiss ; avec : John Aler (Chapelou / Saint-Phar), François Le Roux (le marquis de Corcy), Jean-Philippe Lafont (Biju / Alcindor), June Anderson (Madeleine / Madame de Latour), Daniel Ottevaere (Bourdon), Balvina de Courcelles (Rose).
- Enregistrement public réalisé le 1 octobre 1992, Festhalle, Bad Urach (Allemagne) de la version allemande en deux actes de Klaus Dreyer, Orchestre radio-symphonique de Kaiserslautern, direction : Klaus Arp ; Solistes de Stuttgart, chef de chant : Ulrich Eistert ; avec : Robert Swensen (Chapelou / Saint-Phar), Florian Prey (le marquis de Corcy), Peter Lika (Bijou / Alcindor), Pamela Coburn (Madeleine / Madame de Latour), Jürgen Linn (Bourdon).

## Filmographie
- Dans une scène du film Der Knalleffekt (1932), le célèbre ténor Helge Rosvaenge interprète la « Ronde du postillon » (en allemand).

## Postérité
- Dans son Monument à Adolphe Adam (1897), le sculpteur Paul Fournier a représenté statue du Postillon de Lonjumeau à côté du buste du compositeur.
- Un club sportif de Longjumeau se nomme « La Postillonne de Longjumeau ».